# قول حاجي
قول حاجي (بالفارسية: قول حاجی) هي قرية تقع في غلستان في إيران. يقدر عدد سكانها بـ 1,160 نسمة .